# Xestia ashworthii
Xestia ashworthii is een vlinder uit de familie uilen (Noctuidae). De wetenschappelijke naam is voor het eerst geldig gepubliceerd in 1855 door Henry Doubleday.
De soort komt voor in Europa.